# Bawku
Bawku es una ciudad de la región Alta Oriental de Ghana. En septiembre de 2010 tenía una población censada de 61 151 habitantes.
Se encuentra ubicada al noreste del país, cerca de la frontera con Burkina Faso y Togo. 